# Aphnaeus coronae
Aphnaeus coronae е вид пеперуда от семейство Синевки (Lycaenidae). Видът е незастрашен от изчезване.

## Разпространение
Разпространен е в Кения, Уганда и Южен Судан.